# Penafiel (freguesia)
Penafiel es una freguesia portuguesa del municipio de Penafiel, distrito de Oporto.

## Historia
El 28 de enero de 2013 las freguesias de Marecos, Milhundos, Novelas, Santa Marta y Santiago de Subarrifana fueron suprimidas al pasar a formar parte de esta freguesia, en aplicación de una resolución de la Asamblea de la República de Portugal promulgada el 16 de enero de 2013.

## Demografía
| Gráfica de evolución demográfica de Penafiel entre 2011 y 2021 |
|                                                                |
| Datos según el nomenclátor publicado por el INE portugués.     |